# Wilhelm Biltz

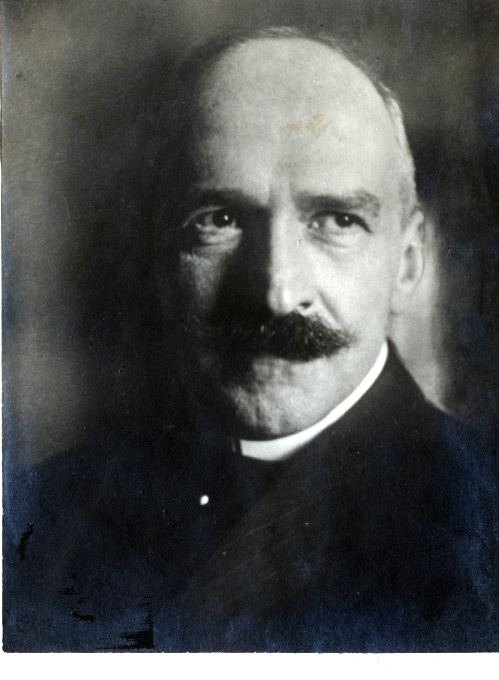
Wilhelm Eugen Biltz

Wilhelm Eugen Biltz (* 8. März 1877 in Berlin; † 13. November 1943 in Heidelberg) war ein deutscher Chemiker und wissenschaftlicher Redakteur.

## Leben
Wilhelm Biltz war Sohn des Literaturwissenschaftlers und Theaterkritikers Karl Friedrich Biltz und der Auguste Schlobach (1839–1883), Tochter des Vermessungsrates Tobias Schlobach (1798–1854). Nach dem Abitur am Königlichen Wilhelm-Gymnasium in Berlin im Jahre 1895 verschrieb er sich schnell unter dem Einfluss seines älteren Bruders Heinrich Biltz dem Studium der Chemie. Während seines Studiums wurde er 1896 Mitglied der Burschenschaft Allemannia Heidelberg. Er absolvierte sein Studium an der Universität Berlin, an der Universität Heidelberg sowie an der Universität Greifswald, wo er schließlich 1898 bei Friedrich Wilhelm Semmler über Terpenchemie promovierte.
Ab 1900 war Biltz Assistent und ab 1903 Privatdozent bei Otto Wallach an der Universität Göttingen. Er beschäftigte sich zunächst mit Dampfdruckmessungen und Molekulargewichtsbestimmungen in Lösungen anorganischer Stoffe, später vor allem mit Forschungen zur Kolloidchemie. Weitere Anregungen erhielt er bei Clemens Winkler in analytischer und anorganischer Chemie sowie später in Göttingen bei Gustav Tammann und dessen Metallkunde. Biltz wendete in diesen Jahren die thermische Analyse auf nichtmetallische Systeme, beispielsweise Rubidium- und Cäsiumpolysulfide an. Zusammen mit seinem Bruder Heinrich nahm er 1904 an der Deutschen Unterrichtsausstellung anlässlich der Louisiana Purchase Exposition in St. Louis/USA teil. Für ihren vorgestellten Apparat zur Bestimmung der Dampfdichte nach Victor Meyer im Palace of Electricity erhielten die Brüder die Silbermedaille in der Kategorie „Chemische Werke und Pharmazie“.
Am 15. März 1905 wurde er im Alter von 28 Jahren zum ordentlichen Professor an der Bergakademie in Clausthal berufen und zum Direktor des Chemischen Laboratoriums ernannt, wo er bis 1921 lehrte. Der Erste Weltkrieg, an dem er vom ersten bis zum letzten Tag teilnahm, unterbrach diese Lebensphase. Er nahm an Gefechten zunächst an der Westfront, später an der Ostfront, in den Karpaten. Ab  Anfang 1918 war Biltz zum Kommandant des Panzerwagens A7V Nixe ernannt worden und  wurde als solcher wieder an der Westfront eingesetzt. Er stieß am 24. April 1918 bei Villers-Bretonneux im Rahmen der deutschen Frühjahrsoffensive auf britische Tanks und bestritt damit das erste Panzergefecht der Geschichte. Biltz wurde am 25. November 1918 aus dem Heeresdienst entlassen und kehrte nach dem Krieg als mehrfach ausgezeichneter Leutnant heim.
Einen weiteren Lebensabschnitt eröffnete am 22. März 1921 die Berufung zum ordentlichen Professor und Direktor des Anorganisch-chemischen Instituts der Technischen Universität Hannover. Hier erlebte er seine schaffensreichsten Jahre und förderte junge Talente wie beispielsweise Wilhelm Klemm oder Werner Fischer.
Biltz war langjähriges Mitglied der Akademie der Wissenschaften zu Göttingen, seit 1931 Mitglied der Kaiserlich Deutschen Akademie der Naturforscher (Leopoldina) in Halle an der Saale, seit 1937 korrespondierendes Mitglied der Königlich Preußischen Akademie der Wissenschaften zu Berlin sowie Mitglied des ständigen Ausschusses der Deutschen Bunsen-Gesellschaft. Er setzte sich im Rahmen seiner Tätigkeiten vehement für die Belange von Wissenschaft, Forschung und Lehre ein. Zunehmend machte er sich einen Namen als Autor von Lehrbüchern, die er teilweise gemeinsam mit seinem Bruder Heinrich Biltz verfasste. Darüber hinaus war er viele Jahre bis zu seiner gesundheitsbedingt vorzeitigen Emeritierung im Jahr 1941 wissenschaftlicher Autor der Zeitschrift für anorganische und allgemeine Chemie. 
Im November 1933 gehörte Wilhelm Biltz im Rahmen einer vom Nationalsozialistischen Lehrerbund Sachsens ausgerichteten Festveranstaltung zu den mehreren hundert Unterzeichnern des Bekenntnisses der deutschen Professoren zu Adolf Hitler. In einem Schreiben vom 25. Oktober 1938 an den Rektor der Universität Hannover gab Biltz an, dass er darüber hinaus Mitglied der Nationalsozialistischen Volkswohlfahrt (NSV), des NS-Reichskriegerbundes und des Deutschen Rotes Kreuzes sei.
Wilhelm Biltz blieb unverheiratet und ohne Kinder.

## Schriften (Auswahl)
- Zusammen mit Heinrich Biltz: Übungsbeispiele aus der unorganischen Experimentalchemie. 1. Aufl. 1907; 3. und 4. Aufl. 1920, Engelmann, Leipzig 1920
- Ausführung qualitativer Analysen. 4. Aufl., Akademische Verlagsgesellschaft, Leipzig 1930
- Raumchemie der festen Stoffe. L. Voss, Leipzig 1934. Bd. X, 338 S.
- Weitere Werke in der Library of Congress

## Ehrungen
- 26. April 1918: Eisernen Kreuz I. Klasse[2]
- 4. April 1922: Kampfwagen-Erinnerungsabzeichen[2]
- 22. Juni 1927: Ehrendoktorwürde der Württembergischen Technischen Hochschule Stuttgart
- 3. Oktober 1929: Honorarprofessor in Göttingen
- 7. Mai 1932: Ehrendoktorwürde der technischen Wissenschaften an der Technischen Universität Prag
- 1934: Ehrenbürger der Stadt Heidelberg
- 12. November 1934: Ehrenkreuz des Weltkrieges für Frontkämpfer[2]
- 25. November 1936: Verwundetenabzeichen 1918 in schwarz[2]
- 26. September 1938: Treudienst-Ehrenzeichen in Gold für 40-jährige Dienste[2]